# Nemzetközi Atlétikai Szövetség
A Nemzetközi Atlétikai Szövetség (angolul: World Athletics korábban International Association of Athletics Federations (IAAF)) az atlétika sportág nemzetközi irányító testülete. A szövetséget 1912-es stockholmi első kongresszusán alapította meg 17 ország nemzeti atlétikai szövetsége, akkori neve a Nemzetközi Amatőr Atlétikai Szövetség (International Amateur Athletic Association) lett.
Legfontosabb feladatai közé tartozik az időmérési módszerek szabványosítása és a világrekordok hitelesítése és nyilvántartása. Ezenfelül a NASZ világszerte szervezi és rendezi a nagyobb nemzetközi atlétikai versenyeket.
2019 júniusában bejelentették, hogy a szövetség a 2019-es atlétikai világbajnokság után World Athletics néven működik tovább.

## Nevezetes nemzetközi atlétikai versenyek
- IAAF atlétikai világbajnokság
- IAAF Fedett pályás atlétikai világbajnokság
- IAAF Terepfutó-világbajnokság
- IAAF Félmaraton-világbajnokság
- IAAF Junior atlétikai világbajnokság
- IAAF Távgyalogló világkupa
- IAAF Atlétikai világkupa
- IAAF Golden League versenyek
- IAAF Atlétikai világdöntő

Az IAAF 1982-től kezdve folyamatosan változtatásokat fogadott el szabályzatában, amelyek lehetővé tették, hogy az atléták ún. rajtpénzt fogadhassanak el a szervezőktől nemzetközi versenyeken való indulásukért. Az IAAF azonban egészen 2001-ben megrendezett Kongresszusáig megtartotta nevében az amatőr jelzőt, a szervezet ezen az ülésen nyerte el jelenlegi elnevezését.
Az IAAF jelenlegi elnöke a szenegáli Lamine Diack. Diack nem sokkal az előző elnök, az olasz Primo Nebiolo 1999. novemberben bekövetkezett halála után lett ügyvezető elnök. Lamine Diackot az IAAF 2001-es kongresszusán választották a szövetség elnökévé. 1993 októbere óta az IAAF székhelye Monacóban található.

## Földrészek egyesületei
- Afrikai Atlétikai Szövetség (CAA)
- Ázsiai Atlétikai Szövetség (AAA)
- Európai Atlétikai Szövetség (EAA)
- Észak-, Közép-Amerikai és Karibi Atlétikai Szövetség (NACACAA)
- Óceániai Atlétikai Szövetség (OAA)
- Dél-Amerikai Atlétikai Szövetség (CONSUDATLE)

## Elnökei
Megalapítása óta az IAAF-nek hat elnöke volt:
| Néve            | Ország             | Elnökség  |
| --------------- | ------------------ | --------- |
| Sigfrid Edström | Svédország         | 1912–1946 |
| David Burghley  | Egyesült Királyság | 1946–1976 |
| Adriaan Paulen  | Hollandia          | 1976–1981 |
| Primo Nebiolo   | Olaszország        | 1981–1999 |
| Lamine Diack    | Szenegál           | 1999–2015 |
| Sebastian Coe   | Egyesült Királyság | 2015–     |

## Tagok
- Afganisztán (AFG)
- Albánia (ALB)
- Algéria (ALG)
- Amerikai Egyesült Államok (USA)
- Amerikai Szamoa (ASA)
- Andorra (AND)
- Angola (ANG)
- Anguilla (AIA)
- Antigua és Barbuda (ANT)
- Argentína (ARG)
- Aruba (ARU)
- Ausztrália (AUS)
- Ausztria (AUT)
- Azerbajdzsán (AZE)
- Bahama-szigetek (BAH)
- Bahrein (BAH)
- Banglades (BAN)
- Barbados (BAR)
- Belgium (BEL)
- Belize (BIZ)
- Benin (BEN)
- Bermuda (BER)
- Bhután (BHU)
- Bissau-Guinea (GBS)
- Bolívia (BOL)
- Bosznia-Hercegovina (BIH)
- Botswana (BOT)
- Brazília (BRA)
- Brit Virgin-szigetek (IVB)
- Brunei (BRU)
- Bulgária (BUL)
- Burkina Faso (BUR)
- Burundi (BDI)
- Chile (CHI)
- Ciprusi Köztársaság (CYP)
- Cook-szigetek (COK)
- Comore-szigetek (COM)
- Costa Rica (CRC)
- Csád (CHA)
- Csehország (CZE)
- Dánia (DEN)
- Dél-afrikai Köztársaság (RSA)
- Dél-Korea (KOR)
- Dél-Szudán (SSD)
- Dominikai Közösség (DMA)
- Dominikai Köztársaság (DOM)
- Dzsibuti (DJI)
- Ecuador (ECU)
- Egyenlítői-Guinea (GEQ)
- Egyesült Arab Emírségek (UAE)
- Egyesült Királyság (GBR)
- Egyiptom (EGY)
- Elefántcsontpart (CIV)
- Eritrea (ERI)
- Etiópia (ETH)
- Észak-Korea (PRK)
- Észak-Macedónia (MKD)
- Északi-Mariana-szigetek (NMI)
- Észtország (EST)
- Fehéroroszország (BLR)
- Fidzsi-szigetek (FIJ)
- Finnország (FIN)
- Franciaország (FRA)
- Francia Polinézia (PYF)
- Fülöp-szigetek (PHI)
- Gabon (GAB)
- Gambia (GAM)
- Ghána (GHA)
- Gibraltár (GIB)
- Görögország (GEO)
- Grenada (GRN)
- Grúzia (GEO)
- Guatemala (GUA)
- Guam (GUM)
- Guinea (GUI)
- Guyana (GUY)
- Haiti (HAI)
- Hollandia (NED)
- Honduras (HON)
- Hongkong (HKG)
- Horvátország (CRO)
- India (IND)
- Indonézia (INA)
- Irak (IRQ)
- Irán (IRI)
- Izland (ISL)
- Izrael (ISR)
- Írország (IRL)
- Jamaica (JAM)
- Japán (JPN)
- Jemen (YEM)
- Jordánia (JOR)
- Kajmán-szigetek (CAY)
- Kambodzsa (CAM)
- Kamerun (CMR)
- Kanada (CAN)
- Katar (QAT)
- Kazahsztán (KAZ)
- Kelet-Timor (TLS)
- Kenya (KEN)
- Kirgizisztán (KGZ)
- Kiribati (KIR)
- Kína (CHN)
- Kínai Köztársaság (TPE)
- Kolumbia (COL)
- Kongói Demokratikus Köztársaság (COD)
- Kongói Köztársaság (CGO)
- Koszovó (KOS)
- Közép-afrikai Köztársaság (CAF)
- Kuba (CUB)
- Kuvait (KUW)
- Laosz (LAO)
- Lengyelország (POL)
- Lesotho (LES)
- Lettország (LAT)
- Libanon (LBN)
- Libéria (LBR)
- Líbia (LBA)
- Liechtenstein (LIE)
- Litvánia (LTU)
- Luxemburg (LUX)
- Madagaszkár (MAD)
- Magyarország (HUN)
- Makaó (MAC)
- Malajzia (MAS)
- Malawi (MAW)
- Maldív-szigetek (MDV)
- Mali (MLI)
- Marokkó (MAR)
- Marshall-szigetek (MHL)
- Mauritius (MRI)
- Mauritánia (MTN)
- Málta (MLT)
- Mexikó (MEX)
- Mianmar (MYA)
- Mikronéziai Szövetségi Államok (FSM)
- Moldova (MDA)
- Monaco (MON)
- Mongólia (MGL)
- Montenegró (MNE)
- Montserrat (MNT)
- Mozambik (MOZ)
- Namíbia (NAM)
- Nauru (NRU)
- Nepál (NEP
- Németország (GER)
- Nicaragua (NCA)
- Niger (NIG)
- Nigéria (NGR)
- Norfolk-sziget (NFI)
- Norvégia (NOR)
- Olaszország (ITA)
- Omán (OMA)
- Oroszország (RUS)
- Örményország (ARM)
- Pakisztán (PAK)
- Palau (PLW)
- Panama (PAN)
- Paraguay (PAR)
- Peru (PER)
- Palesztina (PLE)
- Pápua Új-Guinea (PNG)
- Portugália (POR)
- Puerto Rico (PUR)
- Románia (ROU)
- Ruanda (RWA)
- Saint Kitts és Nevis (SKN)
- Saint Lucia (LCA)
- Saint Vincent és a Grenadine-szigetek (VIN)
- Salamon-szigetek (SOL)
- Salvador (ESA)
- San Marino (SMR)
- São Tomé és Príncipe (STP)
- Seychelle-szigetek (SEY)
- Sierra Leone (SLE)
- Spanyolország (ESP)
- Srí Lanka (SRI)
- Suriname (SUR)
- Svájc (SUI)
- Svédország (SWE)
- Szamoa (SAM)
- Szaúd-Arábia (KSA)
- Szerbia (SRB)
- Szenegál (SEN)
- Szingapúr (SGP)
- Szíria (SYR)
- Szlovákia (SVK)
- Szlovénia (SLO)
- Szomália (SOM)
- Szudán (SUD)
- Szváziföld (SWZ)
- Tádzsikisztán (TJK)
- Tanzánia (TAN)
- Thaiföld (THA)
- Togo (TOG)
- Tonga (TGA)
- Törökország (TUR)
- Trinidad és Tobago (TTO)
- Tunézia (TUN)
- Turks- és Caicos-szigetek (TKS)
- Tuvalu (TUV)
- Türkmenisztán (TKM)
- Uganda (UGA)
- Új-Zéland (NZL)
- Ukrajna (UKR)
- Uruguay (URU)
- Üzbegisztán (UZB)
- Vanuatu (VAN)
- Venezuela (VEN)
- Vietnám (VIE)
- Virgin-szigetek (ISV)
- Zambia (ZAM)
- Zimbabwe (ZIM)
- Zöld-foki Köztársaság (CPV)